# Myennes
Myennes – miejscowość i gmina we Francji, w regionie Burgundia-Franche-Comté, w departamencie Nièvre.
Według danych na rok 1990 gminę zamieszkiwało 536 osób, a gęstość zaludnienia wynosiła 72 osoby/km² (wśród 2044 gmin Burgundii Myennes plasuje się na 431. miejscu pod względem liczby ludności, natomiast pod względem powierzchni na miejscu 1082.).